# Koloniaal Brazilië
Koloniaal Brazilië was een Portugese kolonie in Zuid-Amerika die bestond tot 1815, toen Portugal veranderde in het Verenigd Koninkrijk van Portugal, Brazilië en de Algarve. De kolonie werd oorspronkelijk voor de houtkap en suikerproductie gebruikt, maar vanaf de 17e eeuw stopte de grootschalige houtkap. Vanaf de 18e eeuw werd er ook diamant en goud gewonnen. Dit liet men doen door slaven, die vooral uit Afrika afkomstig waren.

## Geschiedenis

### Kolonisatie

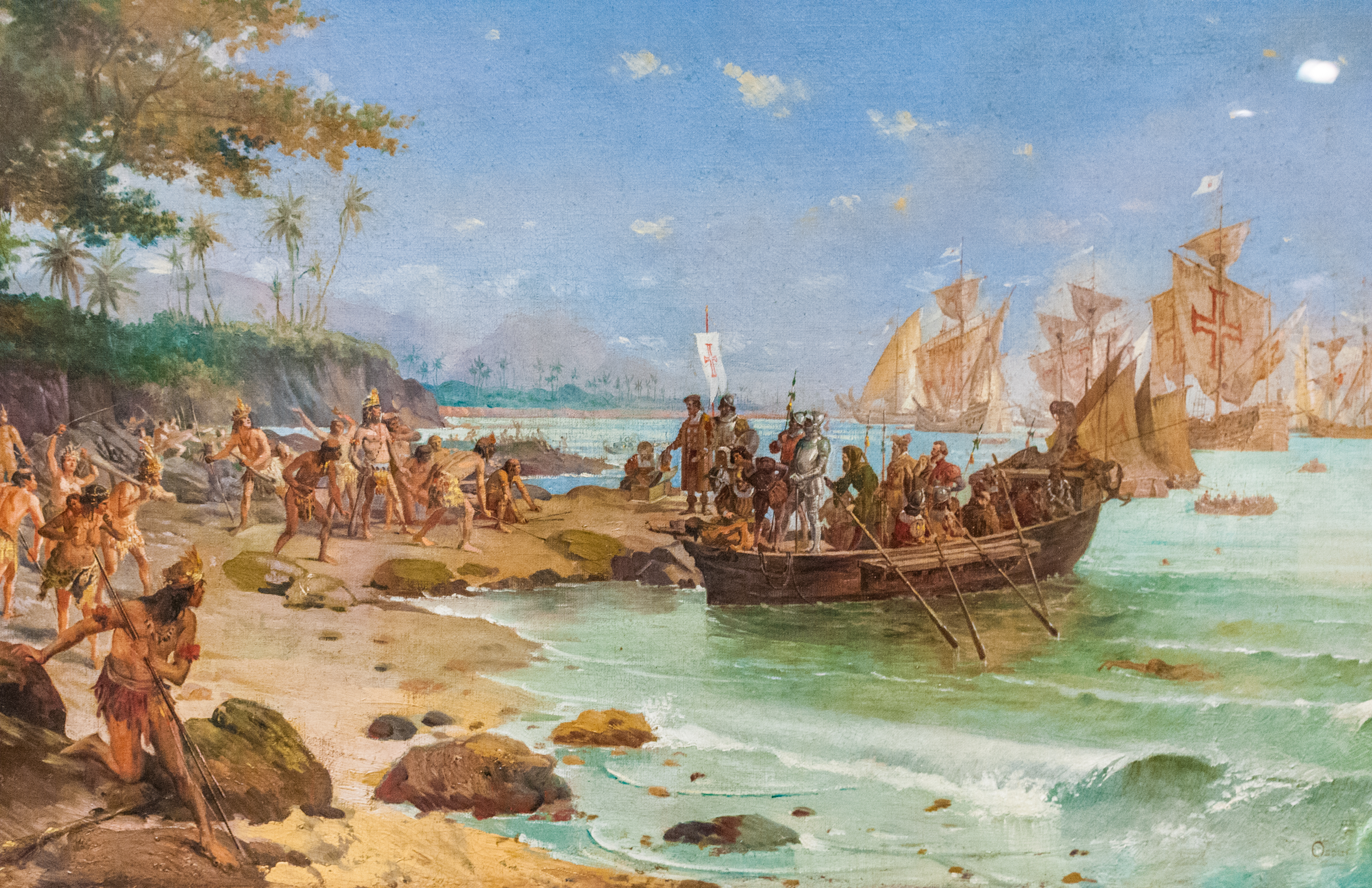
Aankomst van Pedro Álvares Cabral aan de Braziliaanse kust in 1500
(1922), door Oscar Pereira da Silva, Museu Histórico Nacional

De eerste Europese machten die voet aan wal kregen in Amerika waren Portugal en Spanje, het begin van het globalisatieproces. In 1494 werd het Verdrag van Tordesillas gesloten, waarin de niet-Europese wereld werd verdeeld tussen de twee landen. Het gebied ten het oosten van de overeengekomen meridiaan werd aan Portugal gegeven, dit deel van Zuid-Amerika werd uiteindelijk Brazilië.
Op 22 april 1500 landden de eerste bekende kolonisten onder leiding van Pedro Álvares Cabral op de Braziliaanse kust, maar mogelijk arriveerden er al eerder Europeanen.

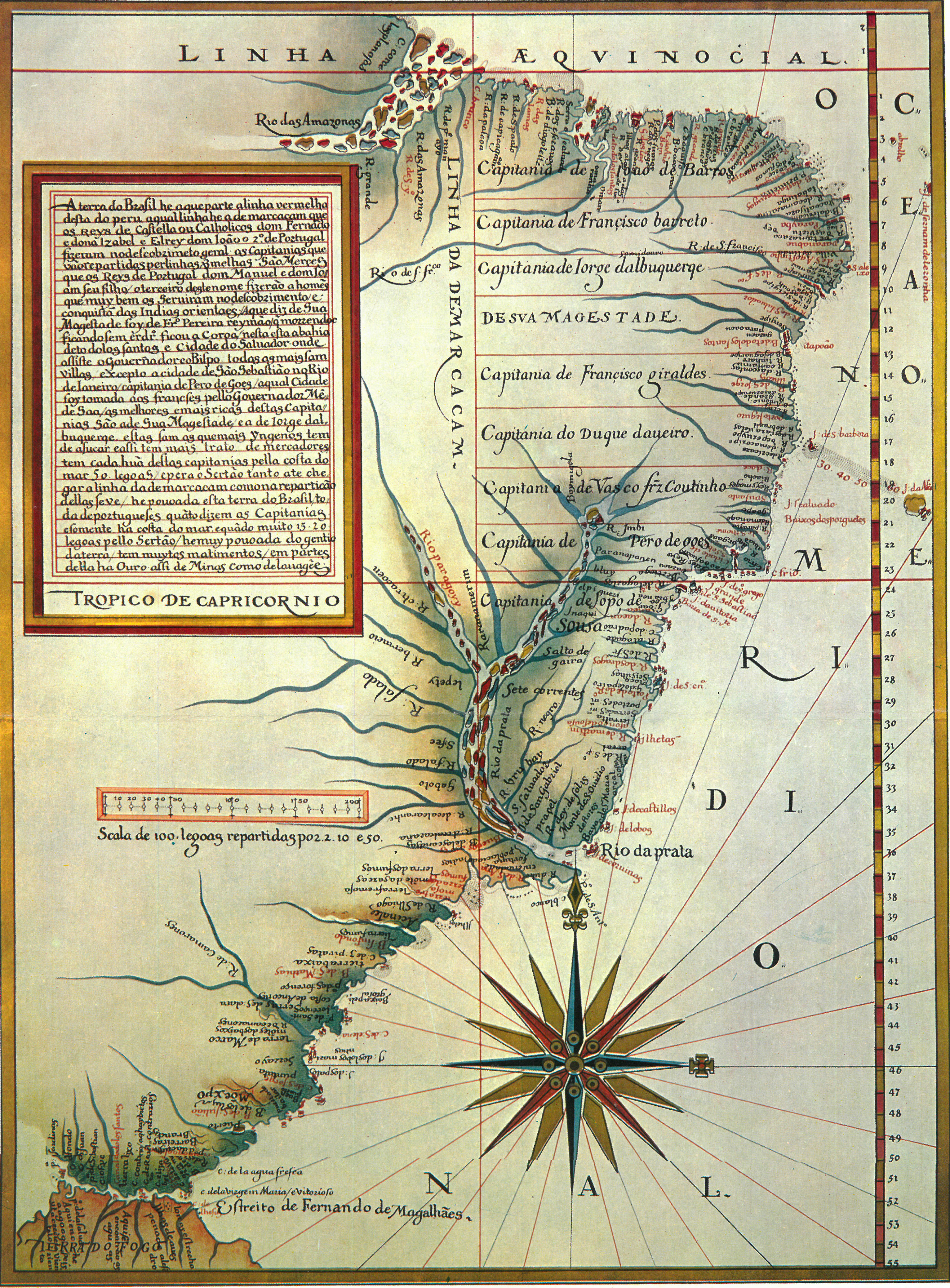
Kaart van koloniaal Brazilië ingedeeld in kapiteinschappen
(1574), Luís Teixeira, Biblioteca da Ajuda

Aan het begin van de kolonisatie (vanaf 1534) was Brazilië verdeeld in vijftien kapiteinschappen, die bestuurd werden door private adellijke eigenaren. Op die manier bespaarde de Portugese kroon op de kosten. Ze werden geen succes, op die in Pernambuco en São Vicente na.
Na deze vergeefse poging om een bestuursvorm te creëren besloot koning Johan III het heft in eigen hand te nemen. In 1549 stuurde hij een vloot onder leiding van Tomé de Sousa met als doel een centrale regering te installeren met Tomé als gouverneur-generaal. Ook stichtte hij de hoofdstad Salvador de Bahia.
Tomé bracht bij de kolonisatie veel jezuïeten mee. Deze werden gesteund door de koning en hadden als missie het katholicisme te verspreiden. Daarvoor leerden de jezuïeten Tupi. Deze taal werd door veel lokale indianen gesproken. De jezuïeten hebben ook een belangrijke rol gespeeld in het voorkomen dat de lokale bevolking als slaven zou worden ingelijfd.
Ondertussen deed Frankrijk ook pogingen om Brazilië te koloniseren. In 1555 stichtte de Fransman Nicolas de Villegagnon een nederzetting op een eiland voor de kust van wat nu Rio de Janeiro is. Dit leidde tot een gewapend conflict met Portugal, waarin de Portugezen de Fransen wisten te verdrijven en Rio de Janeiro stichtten. In 1612 deden de Fransen een tweede poging, dit keer in het noorden van het land, maar ook hier werden ze door de Portugezen verdreven.
Vanwege haar grootte werd de kolonie Brazilië in het jaar 1621 in twee Estidos (staten) verdeeld; Estado do Brasil, met als hoofdstad Salvador, en Estado do Maranhão met als hoofdstad São Luis. In het jaar 1775 werden beide Estados verenigd in het onderkoninkrijk Brazilië.

### Rietsuikerproductie

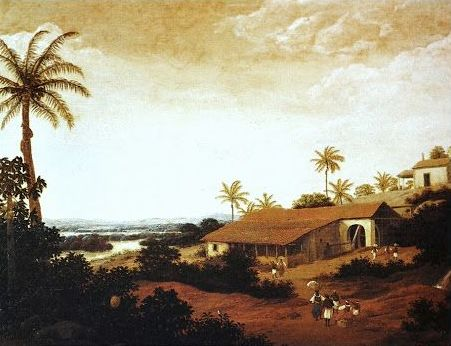
Rietsuikerboerderij met kapel
(1667), door Frans Post

Omdat pogingen om goud en zilver te vinden faalden, probeerden de Portugese kolonisten om tabak, katoen, cachaça en vele andere producten te verbouwen, maar rietsuiker was het meest succesvol. Voor de productie werden Afrikaanse slaven gebruikt die per schip naar Brazilië gebracht werden. Door de suiker naar Europa te vervoeren, ontstond de Trans-Atlantische driehoekshandel. Braziliaanse suiker kwam bekend te staan als van zeer hoge kwaliteit. Sommige slaven wisten van de Portugezen te ontsnappen en vluchtten naar het binnenland. Zij kwamen bekend te staan als quilombos
In 1580 werden de koninkrijken van Spanje en Portugal samengevoegd tot de Iberische Unie, die tot 1640 zou blijven bestaan. De Noordelijke Nederlanden stelden zich vanaf 1581 onafhankelijk op tegenover Spanje. Omdat de Nederlanders veel in de rietsuikerproductie in Brazilië geïnvesteerd hadden, begon er een conflict met veel plunderingen. In 1630 begonnen de Nederlanden met het koloniseren van Noordoost-Brazilië. Tegen 1635 bezaten ze een groot kustgebied waaraan ze de naam Nederlands Brazilië gaven. De Nederlandse schepen konden alleen niet aanleggen in de Portugese havens, hierdoor werd de suikerprijs in Amsterdam lager in plaats van hoger. Dit had tot gevolg dat toen de Portugezen de oorlog verklaarden, Nederland zich ondanks zeven jaar oorlog in 1654 uit Brazilië moest terugtrekken. Vrede van Den Haag (1661).

### Inlandse expansie
Sinds de 16e eeuw zijn er meerdere pogingen gedaan om ook het binnenland van Brazilië te koloniseren, meestal om delfstoffen, zoals zilver, te vinden. Er waren twee soorten expedities, entradas en  bandeiras. Entradas werden in naam van de Portugese kroon uitgevoerd en werden betaald door de regering, terwijl bandeiras private initiatieven waren die vooral werden betaald door de kolonisten van São Paulo. De ontdekkingsreizigers die hieraan deelnamen, werden bekend als Bandeirantes. Aan het eind van de zeventiende eeuw ontdekten zij goud in Minas Gerais, waardoor er een goudkoorts ontstond die de kolonisatie ver voorbij de grenzen van het Verdrag van Tordesillas liet komen.

### Goudwinning

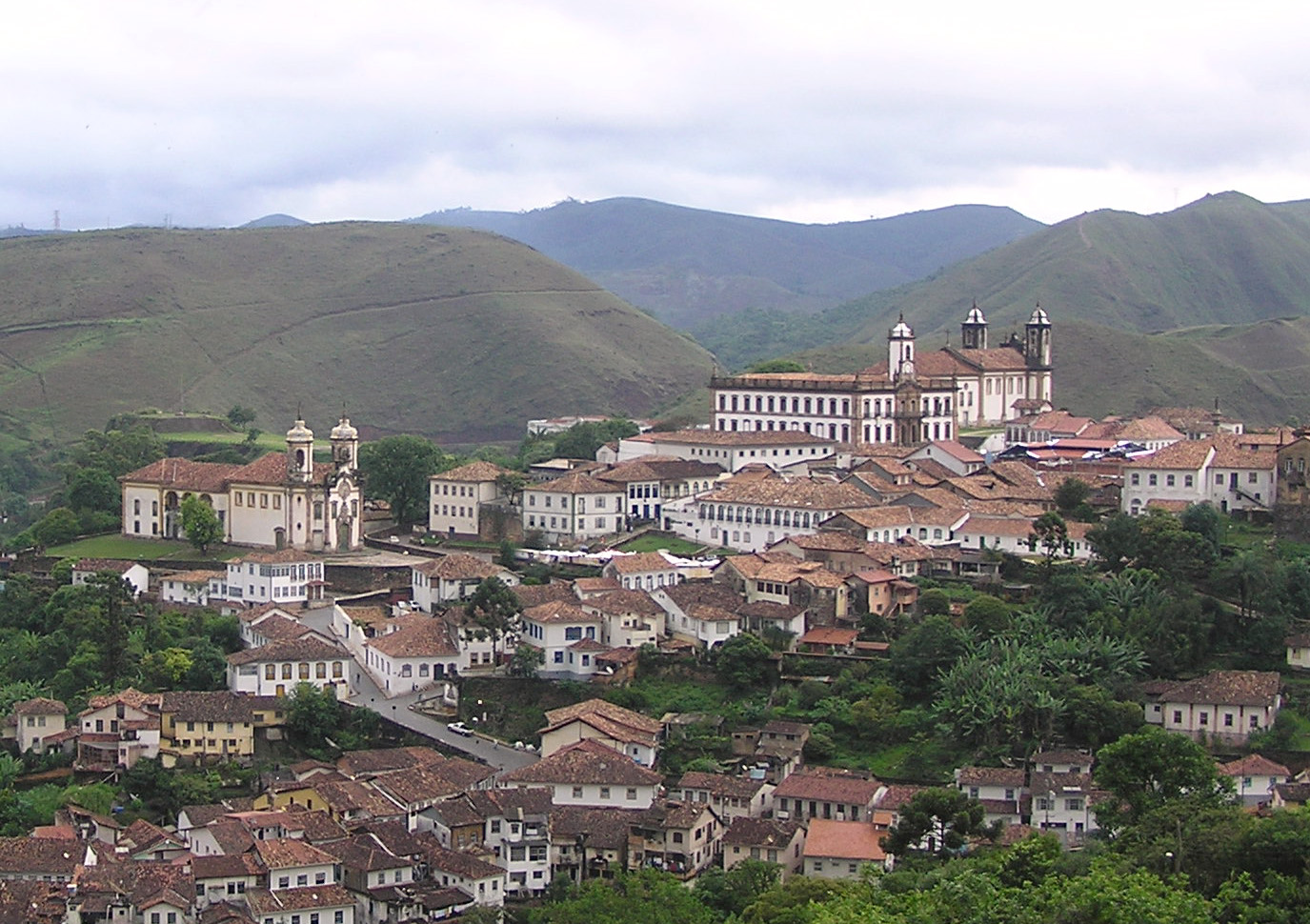
Ouro Preto, een van de dorpen die zijn gesticht tijdens de goudkoorts

De ontdekking van goud zorgde voor veel enthousiasme in een Portugal dat in een crisis zat, vanwege vele oorlogen tegen Spanje en de Nederlanden. Er ontstond een goudkoorts waarin mensen vanuit heel Brazilië en Portugal naar Minas Gerais (wat mineraal mijnen betekent) kwamen. Tijdens de achttiende eeuw werd goudwinning de belangrijkste economische activiteit van Brazilië. Tijdens deze goudkoorts werden veel dorpen gesticht. De goudwinning was zelfs zo belangrijk dat in 1763 Rio de Janeiro tot hoofdstad van Brazilië werd omgedoopt, in plaats van Salvador. De hoofdstad kwam hierdoor dichter bij de goudmijnen te liggen. In 1700 had Portugal ongeveer twee miljoen inwoners. In de achttiende eeuw zijn er daarvan vierhonderdduizend naar Brazilië vertrokken.

### Grens met het Spaanse Rijk
De afspraak over de grens tussen het Spaanse en het Portugese Rijk was bepaald door het Verdrag van Tordesillas. Door de eeuwen heen was de situatie op het terrein niet langer houdbaar en ontstond er een conflict over de zuidgrens rond de rivier Uruguay. De Portugese overzeese regering stichtte in 1679 de Colonia del Sacramento tegenover  de Spaanse stad Buenos Aires. Dit leidde tot een conflict met de Spanjaarden over de regio Banda Oriental. Het conflict werd uiteindelijk opgelost met het Verdrag van Madrid (1750), waarin staat dat Portugal de kolonie van Sacramento aan Spanje moest geven in ruil voor de gebieden van São Miguel das Missões. 
In 1763 werd Rio de Janeiro de hoofdstad van Koloniaal Brazilië in de plaats van Salvador da Bahia, de gouverneur kreeg de titel van onderkoning. 
De oorlog tussen Portugal en Spanje flakkerde weer op toen Spanje in 1776 het Onderkoninkrijk van de Río de la Plata oprichtte met als hoofdstad Buenos Aires. Met het Verdrag van San Ildefonso (1777) en het Verdrag van El Pardo (1778) werden de plooien terug glad gestreken.
In de jaren 1788 en 1789 vond in Minas Gerais een samenzwering plaats, die bekend is geworden als de Inconfidência Mineira. Hierin wilden de blanke hogere klassen, geïnspireerd door de Franse- en Amerikaanse Revolutie, een poging doen om de Portugese koloniale regering af te zetten en een democratisch republiek te stichten, waarvan São João del-Rei de hoofdstad zou worden. De samenzwering werd echter door de Portugese regering ontdekt en elf van de samenzweerders werden verbannen naar Angola; drie anderen kregen de doodstraf. Een tweede samenzwering vond plaats in 1798 in Salvador, maar ook deze faalde.

### Het einde van het koloniale tijdperk

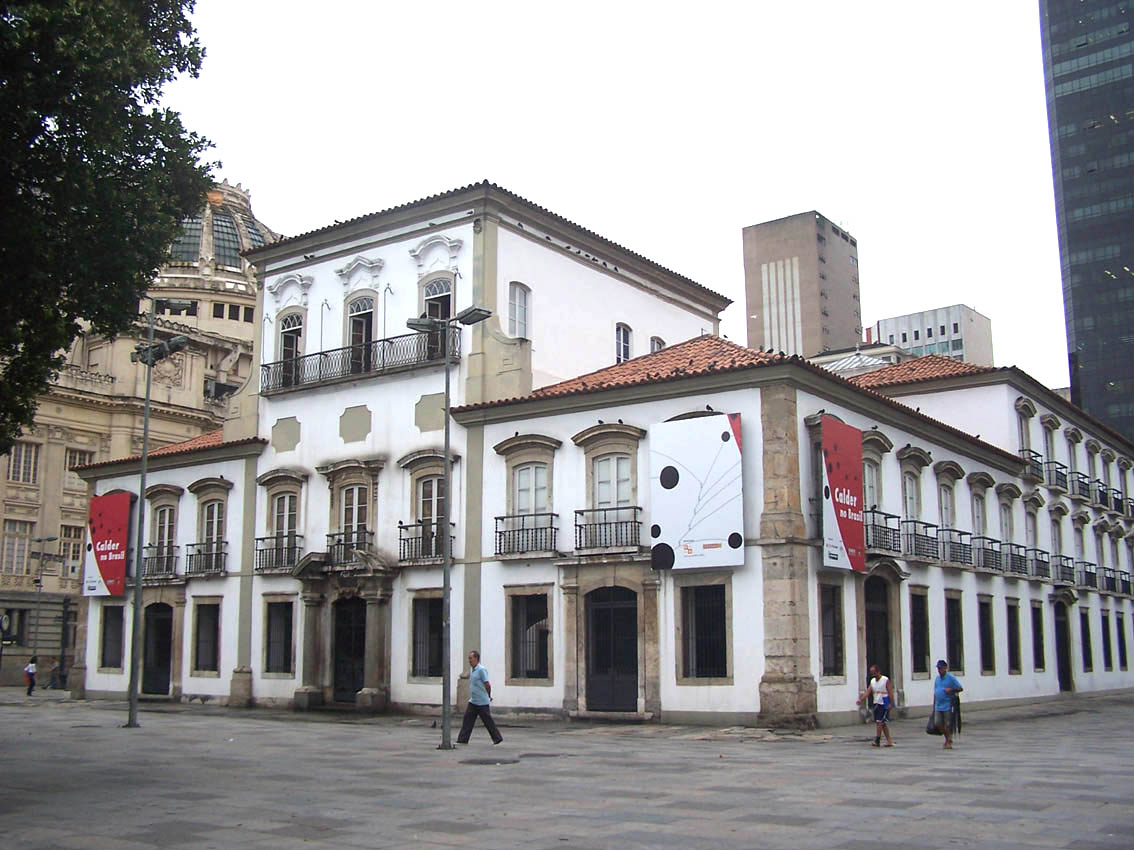
Het Paleis van Johan VI in Rio de Janeiro

Toen Napoleon Bonaparte in 1807 Portugal binnenviel, besloot de toenmalig prins-regent Johan VI van Portugal het koninklijk hof naar Brazilië te verhuizen, zodat het uit handen van het Franse leger zou blijven. Het koninklijke hof kwam in januari 1808 aan in Salvador en in maart van datzelfde jaar in Rio de Janeiro. In 1815 werd tijdens het Congres van Wenen tot het ontstaan van het Verenigd Koninkrijk van Portugal, Brazilië en de Algarve besloten. Hiermee was het koloniale tijdperk van Brazilië voorbij.